# لئونید ساگایدوک
لئونید ساگایدوک (به انگلیسی: Leonid Sagayduk) (زادهٔ ۱۹۲۹) شناگر اهل شوروی بود.